# جورج غوردون هايد
جورج غوردون هايد هو محامي وسياسي كندي، ولد في 24 يناير 1883 بمونتريال في كندا، وتوفي بنفس المكان في 20 يوليو 1946. حزبياً، نشط في حزب كيبيك الليبرالي. وقد انتخب عضو الجمعية الوطنية في كيبك ‏.